# Jezioro Dolskie (Równina Gorzowska)
Jezioro Postne (niem. do 1945 Haus See) – jezioro w Polsce, położone w województwie zachodniopomorskim, na Równinie Gorzowskiej, na północy przylegające do wsi Dolsk. 
Z jego południowej części wypływa ciek zasilający rzekę Myślę. Długość linii brzegowej 4,1 km.